# 1.ª etapa de la Vuelta a España 2020
La 1.ª etapa de la Vuelta a España 2020 tuvo lugar el 20 de octubre de 2020 entre Irún y Arrate sobre un recorrido de 173 km y fue ganada por el esloveno Primož Roglič del equipo Jumbo-Visma, quien a su vez se convirtió en el primer líder de la carrera.

## Clasificación de la etapa
| \| Clasificación de la etapa \| Clasificación de la etapa \| Clasificación de la etapa \| Clasificación de la etapa \| Clasificación de la etapa \| \| Ciclista \| Ciclista \| Equipo \| Tiempo \| \| \| ------------------------- \| ------------------------- \| ------------------------- \| ------------------------- \| ------------------------- \| \| 1.º \| Primož Roglič \| Jumbo-Visma \| 4 h 22 min 34 s \| \| \| 2.º \| Richard Carapaz \| Ineos Grenadiers \| + 1 s \| \| \| 3.º \| Daniel Martin \| Israel Start-Up Nation \| + 1 s \| \| \| 4.º \| Esteban Chaves \| Mitchelton-Scott \| + 1 s \| \| \| 5.º \| Felix Großschartner \| Bora-Hansgrohe \| + 1 s \| \| \| 6.º \| Enric Mas \| Movistar Team \| + 1 s \| \| \| 7.º \| Hugh Carthy \| EF Pro Cycling \| + 4 s \| \| \| 8.º \| Sepp Kuss \| Jumbo-Visma \| + 10 s \| \| \| 9.º \| George Bennett \| Jumbo-Visma \| + 40 s \| \| \| 10.º \| Andrea Bagioli \| Deceuninck-Quick Step \| + 51 s \| \| |                     |                        |                 |
| |                     |                        |                 |
| Fuente: ProCyclingStats |                     |                        |                 |
| Clasificación de la etapa |                     |                        |                 |
| Ciclista | Ciclista            | Equipo                 | Tiempo          |
| 1.º | Primož Roglič       | Jumbo-Visma            | 4 h 22 min 34 s |
| 2.º | Richard Carapaz     | Ineos Grenadiers       | + 1 s           |
| 3.º | Daniel Martin       | Israel Start-Up Nation | + 1 s           |
| 4.º | Esteban Chaves      | Mitchelton-Scott       | + 1 s           |
| 5.º | Felix Großschartner | Bora-Hansgrohe         | + 1 s           |
| 6.º | Enric Mas           | Movistar Team          | + 1 s           |
| 7.º | Hugh Carthy         | EF Pro Cycling         | + 4 s           |
| 8.º | Sepp Kuss           | Jumbo-Visma            | + 10 s          |
| 9.º | George Bennett      | Jumbo-Visma            | + 40 s          |
| 10.º | Andrea Bagioli      | Deceuninck-Quick Step  | + 51 s          |

## Clasificaciones al final de la etapa

### Clasificación general
| \| Clasificación general \| Clasificación general \| Clasificación general \| Clasificación general \| Clasificación general \| \| Ciclista \| Ciclista \| Equipo \| Tiempo \| \| \| --------------------- \| --------------------- \| ---------------------- \| --------------------- \| --------------------- \| \| 1.º \| Primož Roglič \| Jumbo-Visma \| 4 h 22 min 24 s \| \| \| 2.º \| Richard Carapaz \| Ineos Grenadiers \| + 5 s \| \| \| 3.º \| Daniel Martin \| Israel Start-Up Nation \| + 7 s \| \| \| 4.º \| Esteban Chaves \| Mitchelton-Scott \| + 11 s \| \| \| 5.º \| Felix Großschartner \| Bora-Hansgrohe \| + 11 s \| \| \| 6.º \| Enric Mas \| Movistar Team \| + 11 s \| \| \| 7.º \| Hugh Carthy \| EF Pro Cycling \| + 14 s \| \| \| 8.º \| Sepp Kuss \| Jumbo-Visma \| + 20 s \| \| \| 9.º \| George Bennett \| Jumbo-Visma \| + 50 s \| \| \| 10.º \| Andrea Bagioli \| Deceuninck-Quick Step \| + 1 min 01 s \| \| |                     |                        |                 |
| |                     |                        |                 |
| Fuente: ProCyclingStats |                     |                        |                 |
| Clasificación general |                     |                        |                 |
| Ciclista | Ciclista            | Equipo                 | Tiempo          |
| 1.º | Primož Roglič       | Jumbo-Visma            | 4 h 22 min 24 s |
| 2.º | Richard Carapaz     | Ineos Grenadiers       | + 5 s           |
| 3.º | Daniel Martin       | Israel Start-Up Nation | + 7 s           |
| 4.º | Esteban Chaves      | Mitchelton-Scott       | + 11 s          |
| 5.º | Felix Großschartner | Bora-Hansgrohe         | + 11 s          |
| 6.º | Enric Mas           | Movistar Team          | + 11 s          |
| 7.º | Hugh Carthy         | EF Pro Cycling         | + 14 s          |
| 8.º | Sepp Kuss           | Jumbo-Visma            | + 20 s          |
| 9.º | George Bennett      | Jumbo-Visma            | + 50 s          |
| 10.º | Andrea Bagioli      | Deceuninck-Quick Step  | + 1 min 01 s    |

### Clasificación por puntos
| Clasificación por puntos | Clasificación por puntos | Clasificación por puntos | Clasificación por puntos | Clasificación por puntos |
| Ciclista                 | Ciclista                 | Equipo                   | Puntos                   |                          |
| ------------------------ | ------------------------ | ------------------------ | ------------------------ | ------------------------ |
| 1.º                      | Primož Roglič            | Jumbo-Visma              | 25 pts                   |                          |
| 2.º                      | Richard Carapaz          | Ineos Grenadiers         | 20 pts                   |                          |
| 3.º                      | Daniel Martin            | Israel Start-Up Nation   | 16 pts                   |                          |
| 4.º                      | Esteban Chaves           | Mitchelton-Scott         | 14 pts                   |                          |
| 5.º                      | Felix Großschartner      | Bora-Hansgrohe           | 12 pts                   |                          |
| 6.º                      | Enric Mas                | Movistar Team            | 10 pts                   |                          |
| 7.º                      | Hugh Carthy              | EF Pro Cycling           | 9 pts                    |                          |
| 8.º                      | Sepp Kuss                | Jumbo-Visma              | 8 pts                    |                          |
| 9.º                      | George Bennett           | Jumbo-Visma              | 7 pts                    |                          |
| 10.º                     | Andrea Bagioli           | Deceuninck-Quick Step    | 6 pts                    |                          |

### Clasificación de la montaña
| Clasificación de la montaña | Clasificación de la montaña | Clasificación de la montaña | Clasificación de la montaña | Clasificación de la montaña |
| Ciclista                    | Ciclista                    | Equipo                      | Puntos                      |                             |
| --------------------------- | --------------------------- | --------------------------- | --------------------------- | --------------------------- |
| 1.º                         | Sepp Kuss                   | Jumbo-Visma                 | 10 pts                      |                             |
| 2.º                         | Quentin Jauregui            | AG2R La Mondiale            | 6 pts                       |                             |
| 3.º                         | Enric Mas                   | Movistar Team               | 6 pts                       |                             |
| 4.º                         | Richard Carapaz             | Ineos Grenadiers            | 4 pts                       |                             |
| 5.º                         | Daniel Martin               | Israel Start-Up Nation      | 4 pts                       |                             |
| 6.º                         | Jetse Bol                   | Burgos-BH                   | 4 pts                       |                             |
| 7.º                         | Matteo Badilatti            | Israel Start-Up Nation      | 3 pts                       |                             |
| 8.º                         | Esteban Chaves              | Mitchelton-Scott            | 1 pt                        |                             |
| 9.º                         | Andrey Amador               | Ineos Grenadiers            | 1 pt                        |                             |
| 10.º                        | Rémi Cavagna                | Deceuninck-Quick Step       | 1 pt                        |                             |

### Clasificación de los jóvenes
| Clasificación del mejor joven | Clasificación del mejor joven | Clasificación del mejor joven | Clasificación del mejor joven | Clasificación del mejor joven |
| Ciclista                      | Ciclista                      | Equipo                        | Tiempo                        |                               |
| ----------------------------- | ----------------------------- | ----------------------------- | ----------------------------- | ----------------------------- |
| 1.º                           | Enric Mas                     | Movistar Team                 | 4 h 22 min 35 s               |                               |
| 2.º                           | Andrea Bagioli                | Deceuninck-Quick Step         | + 50 s                        |                               |
| 3.º                           | Gino Mäder                    | NTT Pro Cycling               | + 1 min 31 s                  |                               |
| 4.º                           | Niklas Eg                     | Trek-Segafredo                | + 1 min 37 s                  |                               |
| 5.º                           | Iván Ramiro Sosa              | Ineos Grenadiers              | + 1 min 50 s                  |                               |
| 6.º                           | Clément Champoussin           | AG2R La Mondiale              | + 1 min 50 s                  |                               |
| 7.º                           | Georg Zimmermann              | CCC Team                      | + 2 min 21 s                  |                               |
| 8.º                           | David Gaudu                   | Groupama-FDJ                  | + 2 min 21 s                  |                               |
| 9.º                           | Juan Pedro López              | Trek-Segafredo                | + 2 min 21 s                  |                               |
| 10.º                          | William Barta                 | CCC Team                      | + 4 min 05 s                  |                               |

### Clasificación por equipos
| Clasificación por equipos | Clasificación por equipos | Clasificación por equipos | Clasificación por equipos |
| Equipo                    | Equipo                    | Tiempo                    |                           |
| ------------------------- | ------------------------- | ------------------------- | ------------------------- |
| 1.º                       | Jumbo-Visma               | 13 h 08 min 32 s          |                           |
| 2.º                       | Movistar Team             | + 1 min 19 s              |                           |
| 3.º                       | UAE Team Emirates         | + 2 min 30 s              |                           |
| 4.º                       | Trek-Segafredo            | + 4 min 27 s              |                           |
| 5.º                       | Ineos Grenadiers          | + 6 min 40 s              |                           |
| 6.º                       | CCC Team                  | + 8 min 00 s              |                           |
| 7.º                       | Cofidis                   | + 8 min 16 s              |                           |
| 8.º                       | Astana                    | + 9 min 03 s              |                           |
| 9.º                       | Mitchelton-Scott          | + 11 min 44 s             |                           |
| 10.º                      | Total Direct Énergie      | + 15 min 30 s             |                           |

## Abandonos
- Ilan Van Wilder no completó la etapa con molestias en la rodilla.[2]
- Mathias Frank no completó la etapa tras llevar varios días enfermo.[3]
- Alexandre Geniez no completó la etapa.[2]